# Charles Mast-De Vries
Charles Armand Désiré Mast, ook genaamd Mast - De Vries, (Gent, 14 april 1797 - Zandhoven, 17 november 1848) was een Belgisch officier, ondernemer en katholiek politicus.

## Levensloop
Mast was een zoon van een handelaar in stoffen en katoen. Na zijn militaire studies werd Mast officier bij de cavalerie. Hij werd eveneens een belangrijk brouwer.
Na de Belgische Revolutie werd Mast burgemeester van Lier in opvolging van Frans Karel Van den Brande. Hij oefende dit mandaat uit tot aan zijn dood, waarna hij werd opgevolgd door Jan Baptist Peeters. Daarnaast was hij vanaf mei 1835  volksvertegenwoordiger voor het kiesarrondissement Mechelen, in opvolging van de overleden François Domis. Bij volgende verkiezingen werd hij herkozen en bleef het mandaat uitoefenen tot vijf maanden voor zijn dood.
In 1835 gaf hij de opdracht tot de bouw van een stadspomp op de Vismarkt te Lier. De ornamentiek hiervan werd ontworpen door Louis Serrure, het geheel gebeeldhouwd door steenkapper J.J.G. Nuyens. De initialen van 'Mast-De Vries' (M.D.V.) werden er op aangebracht. Ook is zijn afbeelding (samen met die van vijf andere Lierse burgemeesters uit de periode 1830-1930) opgenomen in een 12-kantige carrousel ('défilé' genaamd) in de Zimmertoren die telkens om 12u 's middags wordt getoond.
Zijn zoon Ernest was eveneens politiek actief.